# Simon Gauzy
Simon Gauzy (Toulouse, 25 de octubre de 1994) es un deportista francés que compite en tenis de mesa.
Participó en tres Juegos Olímpicos de Verano, obteniendo una medalla de bronce en París 2024, en la prueba de equipo, el noveno lugar en Río de Janeiro 2016 y el quinto en Tokio 2020, en la misma prueba..
Ganó una medalla de plata en el Campeonato Mundial de Tenis de Mesa por Equipos de 2024 y tres medallas en el Campeonato Europeo de Tenis de Mesa, entre los años 2016 y 2024. En los Juegos Europeos consiguió dos medallas, plata en Bakú 2015 y bronce en Cracovia 2023, ambas en la prueba de equipo.

## Palmarés internacional
| Juegos Olímpicos   | Juegos Olímpicos      | Juegos Olímpicos  | Juegos Olímpicos |
| Año                | Lugar                 | Medalla           | Prueba           |
| ------------------ | --------------------- | ----------------- | ---------------- |
| 2024               | París (Francia)       | Medalla de bronce | Equipo           |
| Campeonato Mundial |                       |                   |                  |
| Año                | Lugar                 | Medalla           | Prueba           |
| 2024               | Busan (Corea del Sur) | Medalla de plata  | Equipo           |
| Juegos Europeos    |                       |                   |                  |
| Año                | Lugar                 | Medalla           | Prueba           |
| 2015               | Bakú (Azerbaiyán)     | Medalla de plata  | Equipo           |
| 2023               | Cracovia (Polonia)    | Medalla de bronce | Equipo           |
| Campeonato Europeo |                       |                   |                  |
| Año                | Lugar                 | Medalla           | Prueba           |
| 2016               | Budapest (Hungría)    | Medalla de plata  | Individual       |
| 2021               | Varsovia (Polonia)    | Medalla de bronce | Dobles mixto     |
| 2024               | Linz (Austria)        | Medalla de bronce | Dobles mixto     |